# 股东
股东（英語：Shareholder）是股份公司的出资人，又稱為投资人。股份公司中持有股份的人，其權利及責任會於公司之章程細則中列明。一般情況下，股東有权出席股东大会并有表决权，公司亦可發行沒有投票權之股份予股東，一般稱為優先股。也指其他合资经营的工商企业的投资者。而公司的實際經營者，則是由股東會所選出的董事組成董事會，由董事會聘選出經營團隊，亦有股東或董事任用自己親族經營的家族企業。

## 名詞
- 大股東 - 指持股比例較高的股東，在股東會時較有能力左右議案表決，或是董事會選舉時的董事、監事人選。
- 股東 - 泛指持有股票的股東，不論持股多寡。股東可參與股利分配，具有參加股東會的權利，一些公司在每年股東會召開時會贈送股東紀念品或優惠券，平常也可能讓股東以優惠價格購買該公司的產品或服務。
- 股民 - 泛指一般股票投資人，但並非每位股票投資人是為參與股利分配、參加股東會而持有股票，有可能僅為了賺取股票漲跌時的價差。

## 意義
股東與股份公司是一種互利共生的經營模式，如全家便利商店可能發送禮物卡或禮券給股東作為紀念品。